# Stora Grindö
Stora Grindö este o arie protejată (arie specială de conservare — SAC, sit de importanță comunitară — SCI) din Suedia întinsă pe o suprafață de 779,6 ha, din care 90 % marine.

## Localizare
Centrul sitului Stora Grindö este situat la coordonatele 57°53′49″N 16°49′12″E / 57.8969°N 16.8199°E.

## Înființare
Situl Stora Grindö a fost declarat sit de importanță comunitară în iulie 2000 pentru a proteja 1 specie de animale. Situl a fost protejat și ca arie specială de conservare în martie 2011.

## Biodiversitate
Situată în ecoregiunile boreală și marină baltică, aria protejată conține 3 habitate naturale: Insulițe și insule mici din Baltica boreală, Recifuri, Lagune de coastă.
La baza desemnării sitului se află o specie protejată de  mamifere: Halichoerus grypus.